# Allen Clarke
Allen Frederick Clarke (* 2. Dezember 1952 in Crayford) ist ein ehemaliger englischer Fußballspieler. Der Torhüter spielte von 1970 bis 1974 in der Football League und kam in dieser Zeit in drei verschiedenen Spielklassen zu insgesamt 19 Ligaeinsätzen.

## Karriere
Clarke spielte zu Beginn seiner Karriere für den Amateurklub Slade Green aus dem gleichnamigen Stadtteil Londons in der Greater London League. Ende 1969 kam er als Nachwuchsspieler zum im Osten Londons beheimateten Profiklub Charlton Athletic und unterschrieb im Dezember 1970 seinen ersten Profivertrag. Um Spielpraxis zu sammeln wurde er im März 1971 für einige Monate an den Southern-League-Klub FC Margate abgegeben, im September 1971 folgte ein leihweiser Aufenthalt in der Football League Third Division bei den Bristol Rovers, für die er bei einem 3:2-Sieg gegen Notts County sein Debüt im Profifußball gab. Unmittelbar nach seiner Rückkehr debütierte er für Charlton Athletic am 5. Oktober 1971 bei einer 1:2-Niederlage im League Cup gegen die Bristol Rovers. Auch in den beiden folgenden Ligapartien in der Second Division kam Clarke zum Einsatz und ersetzte dabei Derek Bellotti. Obwohl Charlton drei Punkte aus den beiden Partien holte, wurde anschließend Sommerneuzugang John Dunn neuer Stammtorhüter. Charlton stieg am Saisonende in die Third Division ab und spielte damit erstmals seit 1935 wieder nur noch drittklassig.
Für Clarke verbesserten sich auch nach dem Abstieg die Einsatzchancen nicht und so wurde er zunächst an den FC Ramsgate in die Southern League verliehen, im Februar folgte ein weiterer Leihaufenthalt beim Viertligisten Exeter City. Am Saisonende entließ Charlton Clarke aus seinem Vertrag und ermöglichte diesem einen ablösefreien Wechsel zu Exeter City. Sein dortiger Aufenthalt endete aber bereits nach einer Spielzeit im Sommer 1974. Seine Karriere setzte der Torhüter anschließend beim FC Dartford in der Southern League fort (9 Pflichtspiele), wurde dort aber schon nach kurzer Zeit zum Transfer freigegeben. Er verließ den Klub schließlich im März 1975 und kehrte zu seinem Jugendklub Slade Green zurück.